# Earth II
Earth II è stato un episodio pilota per una serie televisiva su una colonia stabilita in orbita attorno alla Terra.
Andato in onda il 28 novembre 1971, è stato distribuito nei cinema fuori dal Nord America. La pellicola è una produzione WABE in associazione con Metro-Goldwyn-Mayer Television; il film è interpretato da Gary Lockwood, Anthony Franciosa, Lew Ayres e Mariette Hartley, scritto e prodotto da William Read Woodfield e Allan Balter e diretto da Tom Gries.

## Sinossi
Nel prossimo futuro un'enorme stazione spaziale orbitante chiamata Earth II orbita attorno alla Terra. A bordo della stazione vivono 2000 persone provenienti da ogni Stato e di tutte le religioni con l'obiettivo di cercare insieme un mondo migliore.